# Autopista Marina d'Alaska
L'Autopista Marina d'Alaska i coneguda en anglès com Alaska Marine Highway (AMH) o Alaska Marine Highway System és un ferri situat i operat per l'estat d'Alaska. El ferri té la seu a Ketchikan, Alaska. Aquest ferri forma part del National Scenic Byway.

## Servei
L'Alaska Marine Highway System opera al llarg de la costa sud-central de l'estat, la part oriental de les Illes Aleutianes, l'Inside Passage i la Colúmbia Britànica al Canadà Els ferries proveeixen a les comunitats del Sud-est d'Alaska que no tenen accés per carretera, i els vaixells poden transportar persones, mercaderies i vehicles. El ferri té una ruta de més de 5500 km i el seu destí més llunyà és Bellingham a l'estat de Washington als Estats Units Continentals mentre que a l'oest el destí més llunyà és Unalaska o Dutch Harbor. Amb un total de 32 terminals per tota Alaska, Columbia Britànica i Washington, forma part de la Xarxa Nacional d'Autopistes i rep fons federals. També és una manera de transport cap als Estats Units continentals sense haver de viatjar per carretera per Canadà.

## Mapa i Comunitats servides

Mapa de les dues rutes de la MHS, la verda i la porpra

El nus principal de la ruta d'Alaska Marine es troba a Juneau, tot i que les oficines administratives es troben a Ketchikan. Altres centres operatius més petits són Còrdova (Prince William Sound), Ketchikan (sud de Panhandle) i Kodiak (Alaska Sudcentral).
L'AMHS dona servei a les següents comunitats durant tot l'any: Akutan; Angoon; Bellingham; Badia de Chenega; Chignik; Badia freda; Cordova; Pas Fals; Gustavus; Haines; Homer; Hoonah; Juneau; Kake; Ketchikan; King Cove; Kodiak; Metlakatla; Ouzinkie; Petersburg; Port Lions; Príncep Rupert, Colúmbia Britànica; Sand Point; Seldovia; Sitka; Skagway; Tatitlek; Tenakee Springs; Unalaska / Dutch Harbor; Valdez; Whittier; Wrangell; i Yakutat.